# Família Contostefano
Contostefano (em grego: Κοντοστέφανος), em sua forma feminina Contostefanina (Κοντοστεφανίνα), foi uma ativa família aristocrática bizantina nos séculos X-XV, que gozou de grande proeminência no século XII através de seu casamento com a dinastia comnena.

## História
O progenitor da família foi Estêvão, que serviu sob Basílio II Bulgaróctono (r. 976–1025) como doméstico das escolas do Ocidente, e foi apelidado "Contostefano" ("pequeno Estêvão") devido a sua altura. Responsável em grande medida na derrota humilhante de Basílio na Batalha da Porta de Trajano contra os búlgaros, ele esteve depois envolvido em intrigas e foi morto pelo imperador.

### Apogeu sob os Comnenos
A família então desapareceu até 1080, quando Isaac Contostefano foi capturado pelos turcos seljúcidas. O pansebasto sebasto Isaac Contostefano serviu durante boa parte do reinado de Aleixo I Comneno (r. 1081–1118) até sua nomeação mal sucedida como almirante (talassocrator) em 1107/1108. Seu ramo da família ascendeu à grande proeminência no período Comneno, casando com os Comnenos, Ducas e Ângelos e outras famílias aristocráticas. Eles serviram como comandantes militares e não parece que estiveram envolvidos nos assuntos culturais de seu tempo. O irmão de Isaac, Estêvão, aparece apenas uma vez, junto com Isaac no sínodo de Blaquerna em 1095.
O filho de Isaac, o panipersebasto Estêvão Contostefano, casou-se com Ana Comnena, a segunda filha do imperador João II Comneno (r. 1118–1143). Ele tornou-se grande duque da frota e foi morto no cerco de Corfu em 1149. Outro filho, Andrônico, casado com Teodora, uma filha de Adriano Comneno, o irmão mais jovem de Aleixo I. Ele liderou uma campanha contra Raimundo de Antioquia em 1144 e tomou parte na expedição de 1156 ao sul da Itália. Outro filho de Isaac, João, tornou-se grande duque sob Isaac II Ângelo (r. 1185-1195; 1203-1204) em 1186, enquanto Aleixo Contostefano, duque de Dirráquio em 1140, foi provavelmente também um filho de Isaac.
Andrônico teve vários filhos: o pansebasto sebasto João, atestado nos sínodos de 1157 e 1166, Aleixo, e ao menos duas crianças de nome desconhecido. João teve três crianças de nome desconhecido mencionadas numa monodia por Constantino Manasses. O irmão de Andrônico, Aleixo, teve algumas crianças, mas apenas um filho homônimo, que casou-se com Irene, a filha primogênita de Aleixo III Ângelo (r. 1195–1203), é conhecido. Outro filho de Isaac, Estêvão, teve três filhos: João, que foi duque de Salonica em 1162, Aleixo, um comandante militar ativo nas guerras de Manuel I Comneno (r. 1143–1180) na Hungria e governador de Creta em 1167, e Andrônico, igualmente um comandante eminente que tornou-se grande duque, bem como uma filha, Irene, que casou-se com Nicéforo Briênio. Os descendentes deste ramo são melhor conhecidos: o filho de João, Estêvão, foi duque de Creta em 1193 e teve um filho homônimo, conhecido apenas de um selo. Andrônico teve cinco filhos, cujos nomes não são atestados; sua existência é apenas mencionado de passagem durante a conspiração fracassada de Andrônico I Comneno em 1182. Um neto de Andrônico, que morreu como monge, é conhecido de uma breve inscrição.
O irmão de Isaac, Estêvão, pode ter sido o pai de Teodoro Contostefano, um comandante sob Manuel I que caiu numa campanha contra o Reino Armênio da Cilícia em 1152. Alguns outros membros da família são atestados, cuja relação com Isaac e seus descendentes é desconhecido. Assim, um curopalata Miguel Contostefano, conhecido apenas por seu selo, foi aproximadamente um contemporâneo de Isaac; um Nicéforo foi gambro (parente por casamento) de Aleixo III e duque de Creta em 1197, sucedendo neste posto o acima mencionado Estêvão, e ascendeu à alta posição de sebastocrator antes de sua morte. Dos selos, um panstratarca Contostefano, sem primeiro nome, e certa Eudócia Contostefanina, também são conhecidos, ambos datados do século XII.

### Membros posteriores
Após a queda do Império Bizantino pela Quarta Cruzada em 1204, a família declinou, embora permaneceram membros da aristocracia e ainda aparecem como proprietários e ocupando postos no serviço imperial. Um protosebasto Teodoro serviu como general sob o imperador niceno João III Ducas Vatatzes (r. 1222–1254) e outro membro da foi comandante da fortaleza Garela durante a guerra civil de 1341–1347, rendendo-a para João VI Cantacuzeno (r. 1347–1354) em 1343. Um Jorge foi proprietário em Melênico em 1309 e doou terras ao Mosteiro de Zografo, um Demétrio Comneno Contostefano vendeu uma casa em Constantinopla para Maria Paleóloga e foi casado com Teodora Ducena Acropolitissa e um membro sem nome da família reteve grandes propriedades em Lemnos em ca. 1435/1444.
Um Dionísio Contostefano foi monge em ca. 1365, um João Contostefano trabalho como professor, provavelmente em Constantinopla, em 1358, um Cabalário Contostefano possuiu propriedade em Constantinopla em 1400, e um Nicolau Contostefano esteve ativo na cidade na mesma época. Estiliano, seu filho Lamberto e os filhos deste Tzóvia e Estélio são registrados no Chipre entre 1398 e 1405. O último membro da família atestado nos tempos bizantinos foi Flamules, que trabalhou como escriba ca. 1413/1414-1416.